# Замятин, Леонид Алексеевич
Леони́д Алексе́евич Замя́тин (р. 1948, с. Селищи, Мордовская АССР) — советский и российский писатель, автор детективной прозы.

## Биография
Леонид Замятин родился в 1948 году в селе Селищи в Мордовии.
Окончил Селищенскую школу. (Пятью годами позже в том же селе Селищи родился и окончил ту же Селищенскую среднюю школу Сергей Астахов — кинооператор, снявший культовый фильм «Брат».) После службы в Советской Армии сменил несколько профессий, в том числе работал грузчиком и электриком. Окончил вечернее отделение химического факультета Мордовского государственного университета, став стеклодувом.
Первые рассказы на сельскую тему опубликовал в 1983 году, первую детективную повесть в 1990-м. Наиболее известные детективные повести — «Тихий выстрел», «Когда за окном дождь», «Загнанный в угол».
Живёт в Саранске.

## Награды и премии
- Премия МВД Республики Мордовия за повесть «Загнанный в угол»[1].

### Книги
- Последний поиск: Повести. — Саранск: Мордовское кн. изд-во, 1992. — 238 с.
- Кроссворд для опера. — М.: Объединённая редакция МВД России, 2001. — 288 с. — (Библиотечка журнала «Милиция» Щит и меч).

### Публикации в сборниках и журналах
- Смерть в замкнутом пространстве // Искатель. Детектив. Фантастика. Приключения. — М.: Искатель: Кн. искателя, 1987.
- Тихий выстрел / Л. А. Замятин. Тайна подземелья / Б. А. Васильев. Дело «Клавиши»: повести / Т. В. Моспан ; Л. А. Замятин. — М.: Объединенная редакция МВД России, 1997. — 479 с. — (Библиотечка журнала «Милиция» Щит и меч). — ISBN 5-85024-067-5
- Санитар: повесть // Странник. — 2000. — № 1. — С. 3-55.